# Dwergzijker
De dwergzijker (Molgula complanata) is een zakpijpensoort uit de familie van de Molgulidae. De wetenschappelijke naam van de soort is voor het eerst geldig gepubliceerd in 1870 door Alder & Hancock.

## Beschrijving
De dwergzijker is een kleine, solitair-levende zakpijp met een bol-, ei- of conisch vormig lichaam, tot 15 mm hoog en 20 mm in diameter. De mantel is dun en doorschijnend met wat aanhangend zand, schelpen, enz. De orale sifon is 6-lobbig en de atriale sifon 4-lobbig. Beide sifons zijn goed van elkaar gescheiden. Er zijn ongeveer 20 vertakte vertakte tentakels van variabele grootte aanwezig.

## Verspreiding
De dwergzijker heeft een Arctisch-boreale verspreiding. Het wordt gevonden gehecht aan een harde ondergrond; van lagere kust tot diepten van meer dan 500 meter. Pas in 2005 werd in Nederland de eerste populaties van duizenden exemplaren dwergzijkers gevonden in de Oosterschelde.